# سن-سن-آن-باش
سن-سن-آن-باش (به فرانسوی: Saint-Seine-en-Bâche) یک کمون در فرانسه با جمعیت ۲۷۸ نفر است که در Canton of Saint-Jean-de-Losne واقع شده‌است.